# Giải bóng đá vô địch quốc gia Tajikistan 2008
Giải bóng đá vô địch quốc gia Tajikistan 2009 là mùa giải thứ 17 của Giải bóng đá vô địch quốc gia Tajikistan, giải bóng đá cao nhất của Liên đoàn bóng đá Tajikistan. Regar-TadAZ bảo vệ thành công danh hiệu, khi giành chức vô địch mùa giải trước.

## Bảng xếp hạng
| VT | Đội                        | ST | T  | H  | B  | BT  | BB  | HS  | Đ   |
| -- | -------------------------- | -- | -- | -- | -- | --- | --- | --- | --- |
| 1  | Regar-TadAZ (C)            | 40 | 32 | 5  | 3  | 129 | 36  | +93 | 101 |
| 2  | Parvoz Bobojon Ghafurov    | 40 | 28 | 6  | 6  | 89  | 29  | +60 | 90  |
| 3  | Khujand                    | 40 | 28 | 4  | 8  | 71  | 33  | +38 | 88  |
| 4  | Vakhsh Qurghonteppa        | 40 | 21 | 3  | 16 | 59  | 46  | +13 | 66  |
| 5  | Energetik Dushanbe         | 40 | 20 | 5  | 15 | 73  | 49  | +24 | 65  |
| 6  | Dynamo Dushanbe            | 40 | 16 | 11 | 13 | 56  | 50  | +6  | 59  |
| 7  | Tajik Telecom Qurghonteppa | 40 | 18 | 2  | 20 | 67  | 68  | −1  | 56  |
| 8  | Saroykamar Panj            | 40 | 8  | 5  | 27 | 43  | 91  | −48 | 29  |
| 9  | Guardia Dushanbe           | 40 | 7  | 7  | 26 | 34  | 82  | −48 | 28  |
| 10 | Ravshan Kulob              | 40 | 7  | 6  | 27 | 43  | 103 | −60 | 27  |
| 11 | CSKA Pamir Dushanbe        | 40 | 7  | 2  | 31 | 21  | 98  | −77 | 23  |

1. 1 2  CSKA Pamir Dushanbe và Saroykamar Panj withdrew in November and had their remaining matches awarded 0-3 against them.
2. ↑  Hima Dushanbe withdrew before the start of the season and were replaced by Ravshan Kulob.

## Vua phá lưới
| Thứ hạng | Cầu thủ          | Câu lạc bộ              | Bàn thắng |
| -------- | ---------------- | ----------------------- | --------- |
| 1        | Numonjon Hakimov | Parvoz Bobojon Ghafurov | 30        |